# Принцес крофне
Принцес крофне су француска посластица која је временом почела да се прави у целом свету, где је позната под називом профитероле. Реч профитероле је француског порекла.
Основу овог слаткиша чине пуфнице од куваног теста, пуњене различитим надевом или преливене неким финим сосом, док су одозго посуте финим шећером у праху. Тесто за принцес крофне је прилично неутралног укуса па се понекад праве у сланој варијанти са на пр. руском салатом уместо слатког фила. Код нас су најчешће слатке варијанте с кремом од ваниле, шлага или сладоледа, с преливом од чоколаде, дугуљасте с кремом – еклери, попелини.

## Историја
Реч профитероле први пут је употребљена у рецепту из 1604. године за потаж с профитеролама у којем се крофне кувају у бујону од бадема и потом сервирају с кокосом, тартуфима и слично. Прво тесто за крофне је направио шеф кухиње Катарине де Медичи 1540. године, кад је као део свадбене свите господарице из Тоскане отишао у дворац војводе Орлеанског (који ће касније постати француски краљ Хенри Други). Од тог теста су у 19. веку настале профитероле.

## Занимљивости о принцес крофнама
Швеђани су познати по најкреативнијим рецептима за принцес крофне. Постоји читава традиција која налаже која боја принцес крофни је прикладна за који празник: жута за Ускрс, црвена за Божић, бела за свадбе, принцес крофне са поморанџом за Ноћ вештица. Сваке треће недеље септембра обележава се Недеља принцес крофни и тада се могу јести најбоље принцес крофне на свету, свих боја и различитих укуса.

## Рецепт

### Састојци
Крофне:
- 250 мл воде
- 100 мл уља
- 150 гр брашна
- 1 прашак за пециво
- 4 јајета

Фил:
- 1 л млека
- 4 жуманцета
- 5 кашика шећера
- 2 кесице ванилин шећера
- 5 кашика брашна
- 150 гр путера

### Припрема
Ставити у шерпу воду и уље да провре. Склонити са ватре па додати брашно помешано са прашком за пециво. Вратити на ватру и уз брзо мешање скувати компактно тесто. У прохлађено тесто додавати једно по једно јаје, стално мешајући. Шприцем или кашичицом формирати крофнице на плеху. Пећи у рерни 15 минута на 200 степени.
За крем умутити жуманца са шећером и брашном, размутити са мало хладног млека. Остатак млека ставити да проври, па сипати крем од жуманаца и кувати да се згусне. Готов крем скинути са ватре и у охлађено додати путер и ванилин шећер. Мутити док крем не постане гладак. Охлађене крофне расећи, филовати кремом и посути шећером у праху. Преко основног крема може се додати и улупана слатка павлака или шлаг.